# Rio Bogonos
O Rio Bogonos é um rio da Romênia afluente do Rio Bahlui, localizado no distrito de Iaşi.